# イヴォンヌ・クレイグ

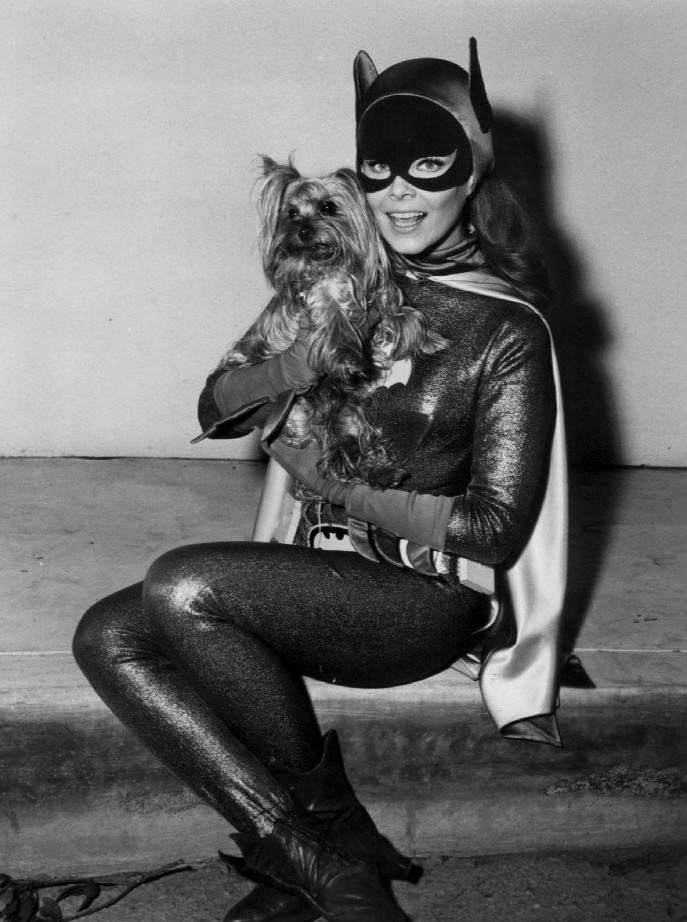
テレビシリーズ『バットマン』より

イヴォンヌ・クレイグ（Yvonne Craig,  1937年5月16日 - 2015年8月17日）は、アメリカ合衆国の女優、声優である。

## 来歴
1937年、イリノイ州テイラーヴィルに生まれる。もともとはバレリーナを目指してバレエの勉強をしており、バレエ・リュス・ド・モンテカルロにも所属した経験を持つ。しかし、後に演劇の方面へ路線を変え、1957年に映画女優デビューを果たした。1960年代に入っても、コンスタントに映画やテレビドラマなど様々な分野で活躍。徐々に知名度も上がって行くが、特に彼女の名を世間に知らしめたのはアダム・ウェストがバットマンを演じた実写テレビドラマシリーズ『怪鳥人間バットマン』に登場する“バットガール”ことバーバラ・ゴードン役。昨今、バットマン人気が再熱したことからイヴォンヌ自身もコミコンやコンベンションなどへ度々出席している。『バットマン』以降はこれといった代表作にはあまり恵まれておらず、1990年を最後にしばらくテレビ、映画からは距離を置いていたが2009年にテレビアニメーション『Olivia』で久々に復帰し、声優としてレギュラーキャストに加わった。
2015年8月17日死去。78歳没。

### 私生活
これまで2度の結婚をしており、1960年に最初の結婚を俳優のジミー・ボイドとするが2年後に離婚。1988年にKenneth Aldrichと再婚している。

## 出演作品

### 映画
- Eighteen and Anxious (1957)
- Gidget (1959)
- ヤング・オーナーズ The Young Land (1959)
- ジーン·クルーパ物語 The Gene Krupa Story (1959)
- High Time (1960)
- 愛するゆえに By Love Possessed (1961)
- 7 Women from Hell (1961)
- ヤング・ヤング・パレード It Happened at the World's Fair (1963)
- キッスン・カズン Kissin' Cousins (1964)
- うしろへ突撃! Advance to the Rear (1964)
- 南極ピンク作戦 Quick Before It Melts (1964)
- スキーパーティー Ski Party (1965)
- 0011ナポレオン・ソロ/消えた相棒 One of Our Spies Is Missing (1966)
- 電撃フリント・アタック作戦 In Like Flint (1967)
- 火星人大来襲 Mars Needs Women (1967) ※テレビ映画
- 愛の泉 Three Coins in the Fountain (1970) ※テレビ映画
- How to Frame a Figg (1971)
- Jarrett (1973)
- Diggin' Up Business (1990)

### テレビドラマ
- シュリッツ・プレイハウス Schlitz Playhouse of Stars (1958)
- ペリー・メイスン Perry Mason (1958)
- ブロンコ Bronco (1959)
- 私立探偵フィリップ・マーロウ Philip Marlowe (1959)
- The DuPont Show with June Allyson (1959)
- Mr.ラッキー Mr. Lucky (1959)
- カメラを持った男 Man with a Camera (1960)
- Hennesey (1960)
- チェックメイト Checkmate (1960)
- The Detectives (1961)
- Peter Loves Mary (1961)
- Tales of Wells Fargo (1961)
- アクアナット The Aquanauts (1961)
- 私立探偵マイケル・シェーン Michael Shayne (1961)
- Hot Off the Wire (1961)
- Ichabod and Me (1961)
- フォロー・ザ・サン Follow the Sun (1962)
- The New Breed (1962)
- I'm Dickens, He's Fenster (1962)
- ララミー Laramie (1962)
- Death Valley Days (1962)
- ドビーの青春 The Many Loves of Dobie Gillis (1960 - 1962)
- Wide Country (1962)
- サム・ベネディクト Sam Benedict (1962, 1963)
- サンセット77 77 Sunset Strip (1960, 1961, 1963, 1964)
- ドクター・キルデア　Dr. Kildare (1964)
- 幌馬車隊 Wagon Train (1964)
- Tom, Dick and Mary (1964)
- 原子力潜水艦シービュー号 Voyage to the Bottom of the Sea (1964)
- McHale's Navy (1965)
- 0011ナポレオン・ソロ The Man from U.N.C.L.E. (1965)
- ケンタッキー・ジョーンズ Kentucky Jones (1965)
- ブラボー火星人 My Favorite Martian (1965)
- ベン・ケーシー Ben Casey (1965)
- バークレー牧場 The Big Valley (1965)
- 0088/ワイルド・ウエスト The Wild Wild West (1966)
- ミスター・ロバーツ Mister Roberts (1966)
- パパ大好き My Three Sons (1966)
- バットガール Batgirl (1967)
- 怪鳥人間バットマン Batman (1967 - 1968)
- ミセスと幽霊 The Ghost & Mrs. Muir (1968)
- スパイのライセンス It Takes a Thief (1968)
- モッズ特捜隊 The Mod Squad (1968)
- スタートレック Star Trek (1969)
- The Good Guys (1969)
- マニックス Mannix (1969, 1973)
- 恋愛専科 Love, American Style (1969 - 1972)
- エディの素敵なパパ The Courtship of Eddie's Father (1970)
- 巨人の惑星 Land of the Giants (1970)
- 秘密捜査官オハラ O'Hara, U.S. Treasury (1972)
- The Partners (1971, 1972)
- ザ・マジシャン The Magician (1973)
- 刑事コジャック Kojak (1973)
- Holmes and Yo-Yo (1976)
- 600万ドルの男 The Six Million Dollar Man (1977)
- 刑事スタスキー&ハッチ Starsky and Hutch (1979)
- ファンタジー・アイランド Fantasy Island (1983)

### テレビアニメ
- オリヴィア Olivia (2009 - 2011)